# Wyręba (województwo warmińsko-mazurskie)
Wyręba (niem. Kraphausen) – osada w Polsce położona w województwie warmińsko-mazurskim, w powiecie bartoszyckim, w gminie Bartoszyce. W latach 1975–1998 miejscowość należała administracyjnie do województwa olsztyńskiego.

## Historia
W 1889 roku Wyręba była folwarkiem, należącym do majątku ziemskiego Tolko i była własnością rodziny baronów von Tettau. 
W roku 1983 w miejscowości działało Państwowe Gospodarstwo Rolne Wyręba, ulice miały oświetlenie elektryczne i skupioną zabudowę, na którą składało się 9 domów mieszkalnych. W tym czasie we wsi mieszkały 82 osoby; znajdowała się tu świetlica, klub i punkt biblioteczny.